# Distrito de Santiago (Cuzco)
El distrito de Santiago  es uno de los ocho distritos que conforman la provincia del Cuzco, ubicada en el departamento del Cuzco en el Sur del Perú.

## Historia
Este distrito fue creado oficialmente mediante Ley n.º 12336 del 10 de junio de 1955, en el gobierno del Presidente Manuel A. Odría en honor al Técnico Tong Po.
La creación del Distrito de Santiago, se remonta a mediados del siglo pasado. Se presenta como una zona  abandonada en la época colonial y los primeros años de la república; se inicia como una zona residencial de la aristocracia española, que había tomado en su advocación religiosa, el nombre del patrón de España “El Apóstol Santiago”.
Su formación data del incanato, en el área urbano central se encontraban los barrios de Ch’aquillchaka, Cayoacachi y Q’oripata; durante el Virreinato se establece la parroquia de Santiago,  que comprendía por entonces los Ayllus de Chocco y Cachona (1560), población dedicada a la agricultura.
Según el historiador Dr. Víctor Angles Vargas, Santiago fue un barrio poblado por ayllus o comunidades diversas, populosas y ajenas a la nobleza imperial; aquí en diversos momentos de la colonia, se fundaron y construyeron iglesias como la de Santiago, Belén y Almudena, la parroquia Apóstol Santiago o Santiago el Mayor, fundada y erigida por el quinto Virrey del Perú Don Francisco de Toledo por los años 1571 a 1572 dentro del sistema de reducción de indios.

## Geografía
El territorio de este distrito se extiende en 69,72 kilómetros cuadrados y tiene una altitud de 3 427 metros sobre el nivel del mar. Una de las montañas más altas del distrito es Anawarkhi a 4,050 m (13,290 ft). tras montañas alrededor del distrito de Santiago son:
- Anka Wachana
- Araway Qhata
- Ichhu Urqu
- Muyu Urqu
- Ñustayuq
- Anahuarque
- Huanacaure

## Población
El distrito tiene una población aproximada de 94 756 habitantes.

## Autoridades

### Municipales
- 2023 - 2026[2]
  - Alcalde: Mgt. Sergio Sullca Condori, del Movimiento Regional Inka Pachacuteq.
  - Regidores:

  1. Salome Paucar Martinez ( Movimiento Regional Inka Pachacuteq)
  2. Libio Tarraga Huallpa ( Movimiento Regional Inka Pachacuteq)
  3. Magdalena Isabel Chinchero Gomez ( Movimiento Regional Inka Pachacuteq)
  4. Johan Hugo Loaiza Roman ( Movimiento Regional Inka Pachacuteq)
  5. Wilfredo Apaza Rumuacja ( Movimiento Regional Inka Pachacuteq)
  6. Clorinda Ccallaccasi Gomez (Movimiento Regional Inka Pachacuteq)
  7. Katerin Gisset Aldazabal Apaza (Partido Democrático Somos Perú)
  8. Carlos Americo Juarez Sana(Partido Democrático Somos Perú)
  9. Avelina Pareja Quispe (Partido Frente de la Esperanza 2021)
  10. Luciano Soto Salas (Aliaza para el Progreso)

Alcaldes anteriores
- 2019 - 2022: Mgt. Fermin Garcia Fuentes
- 2015-2018: Mgt. Franklin Sotomayor Apaza
- 2011-2014: Fermín García Fuentes
- 2007-2010: Ing. José Luis Aguirre Navarro

## Festividades
- Corpus Christi.
- Virgen de Belén
- Festividad del Patrón Santiago
- Virgen de la Almudena.